# 皮娅·福格尔
皮娅·福格尔（德語：Pia Vogel，1969年1月8日—），瑞士女子赛艇运动员。她曾代表瑞士参加世界赛艇锦标赛，获得二枚金牌和二枚铜牌。她也曾参加2000年夏季奥林匹克运动会。